# Операрио (футбольный клуб, Кампу-Гранди)
«Опера́рио» (порт.-браз. Operário Futebol Clube) — бразильский футбольный клуб из города Кампу-Гранди, столицы штата Мату-Гросу-ду-Сул. Третий призёр чемпионата Бразилии 1977 года. Один из двух клубов Бразилии (наряду с главным соперником «Комерсиалом»), которые становились чемпионами двух штатов — Мату-Гросу и Мату-Гросу-ду-Сул после выделения последнего в самостоятельный регион.

## История
Клуб основан 21 августа 1938 года работниками строительной отрасли. Его название переводится как «Рабочий». В 1973 году команда дебютировала в чемпионате штата Мату-Гросу. 15 декабря 1973 года «Операрио» дома в товарищеском матче обыграл вторую сборную СССР со счётом 2:0.
Уже в следующем году «Операрио» выиграл чемпионат штата. В 1975 году победу одержал «Комерсиал», а следующие три турнира выиграл «Операрио». С учётом трёх вторых мест, занятых «Комерсиалом», в 1970-е годы именно эта пара клубов находилась на лидирующих ролях в Лиге Мату-Гросенсе. Однако 1 января 1979 года из Мату-Гросу был выделен новый штат, Мату-Гросу-ду-Сул, и обе команды из Кампу-Гранди стали участниками новой Лиги Сул-Мату-Гросенсе.
В Серии А чемпионата Бразилии клуб провёл в общей сложности 10 сезонов, дебютировав в 1974 году благодаря своей первой победе в чемпионате Мату-Гросу.

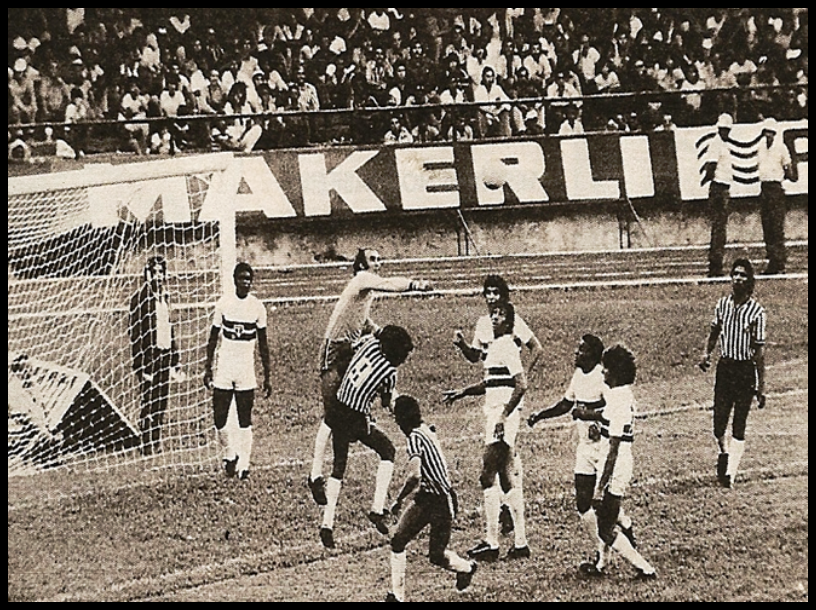
Полуфинал ЧБ-1977 между «Операрио» и «Сан-Паулу»

Лучшим результатом в истории «Операрио» стало третье место в чемпионате Бразилии 1977 года. Команда успешно прошла две групповые стадии и в полуфинале уступила будущему чемпиону «Сан-Паулу», обменявшись победами — 0:3 и 1:0. В отсутствие матча за 3-е место «Операрио» занял эту позицию, поскольку другой полуфиналист, «Лондрина», дошла до этой стадии через «путь неудачников» — команд, не попавших во Второй раунд, но которым был дан шанс пройти в Третий раунд через «утешительный турнир». Кроме того, «Лондрина» в самом полуфинале набрала лишь одно очко в матчах с «Атлетико Минейро» (4:2; 2:2).
«Операрио» выиграл первые три чемпионата штата Мату-Гросу-ду-Сул, и продолжил уверенно выступать в чемпионате Бразилии. В 1979 году команда заняла пятое место, а в 1981 году стала седьмой. Главной звездой команды в тот период был вратарь Манга.
В последний раз команда выступила на национальном уровне в чемпионате 1986 года. Последний раз в Серии B команда появилась в 1992 году, а с 1994 по 2008 год (с перерывами) играла в лучшем случае в Серии C. Свой десятый чемпионский титул в Лиге Сул-Мату-Гросенсе «Операрио» завоевал в 1997 году, и надолго выпал из элиты даже на уровне своего штата (хотя до сих пор удерживает первое место по количеству выигранных чемпионатов). По итогам чемпионата штата 2009 года команда впервые в своей истории вылетела в Серию B. Третье место в 2010 не гарантировало возврата в Серию A, но благодаря отказу ФК «Коста-Рика» «Операрио» сумел вернуться на высший уровень футбола в своём штате. Однако ужасное состояние с финансами, неразбериха в клубном руководстве и постоянные споры с федерацией футбола штата привели команду к последнему месту и решению отказаться на два года от выступлений в любых турнирах. У клуба не было денег на ремонт стадиона, офис был продан на аукционе из-за долгов, а право на само название Operário Futebol Clube было передано бывшему защитнику команды и капитану в 1987 году Селсо Элиасу Зотино, чтобы компенсировать часть долга перед ним.
По настоянию болельщиков, неактивность в соревнованиях прекратилась в 2013 году. Постепенно финансовое положение клуба пошло на поправку и по итогам 2015 года команда заработала право выступить в Серии A чемпионата штата в следующем сезоне. В 2018 году «Операрио», спустя 21 год, вновь стал чемпионом штата Мату-Гросу-ду-Сул. В 2019 году команда дебютировала в бразильской Серии D.

## Достижения
- Чемпион штата Мату-Гросу-ду-Сул (12): 1979, 1980, 1981, 1983, 1986, 1988, 1989, 1991, 1996, 1997, 2018, 2022 (рекорд)
- Чемпион штата Мату-Гросу (до 1978 года) (4): 1974, 1976, 1977, 1978
- Третий призёр чемпионата Бразилии (1): 1977